# ZHX1-C8orf76
ZHX1-C8orf76 (англ. ZHX1-C8orf76 readthrough) – білок, який кодується однойменним геном, розташованим у людей на 8-й хромосомі. Довжина поліпептидного ланцюга білка становить 292 амінокислот, а молекулярна маса — 33 285.
| 10         |  | 20         |  | 30         |  | 40         |  | 50         |
| ---------- |  | ---------- |  | ---------- |  | ---------- |  | ---------- |
| MLRKLWQWFY |  | EETESSDDVE |  | VLTLKKFKGD |  | LAYRRQEYQK |  | ALQEYSSISE |
| KLSSTNFAMK |  | RDVQEGQARC |  | LAHLGRHMEA |  | LEIAANLENK |  | ATNTDHLTTV |
| LYLQLAICSS |  | LQNLEKTIFC |  | LQKLISLHPF |  | NPWNWGKLAE |  | AYLNLGPALS |
| AALASSQKQH |  | SFTSSDKTIK |  | SFFPHSGKDC |  | LLCFPETLPE |  | SSLFSVEANS |
| SNSQKNEKAL |  | TNIQNCMAEK |  | RETVLIETQL |  | KACASFIRTR |  | LLLQFTQPQQ |
| TSFALERNLR |  | TQQEIEDKMK |  | GFSFKEDTLL |  | LIAEVSVSLG |  | FM         |

A: Аланін

C: Цистеїн

D: Аспарагінова кислота

E: Глутамінова кислота

F: Фенілаланін

G: Гліцин

H: Гістидин

I: Ізолейцин

K: Лізин

L: Лейцин

M: Метіонін

N: Аспарагін

P: Пролін

Q: Глутамін

R: Аргінін

S: Серин

T: Треонін

V: Валін

W: Триптофан

Задіяний у такому біологічному процесі, як альтернативний сплайсинг. 